# Zbamensky
O russo N. N. Zbamensky descreveu a interação complexa de fatores locais e sistêmicos na etiologia da doença periodontal. Suas observações e conceitos foram sumarizados em 1902 em um documentos clássico, no qual ele descrevia a presença, em gengivas inflamadas, de uma célula infiltrada que se estendia mais profundamente à medida que a doença progredia, causando a reabsorção do osso associada a célula multinucleadas (osteoclastos) e à lacunas de Howship.